# 大连路隧道
大连路隧道，是上海黄浦江底的一座公路隧道，于2003年9月29日通车。大连路隧道为南北走向，北起大连路霍山路，南至东方路乳山路。全长2500米，双管双向4车道，设计时速40公里。大连路隧道为中国首次采用两台大型盾构同时推进新工艺的越江工程。